# Zvonimira Župevc
Zvonimira Župevc, operna pevka, koloraturna sopranistka, * 21. avgust 1907, Berlin, Nemčija, † 4. december 1971, Santiago, Čile.

## Življenje in delo
Zvonimira Župevc se je v Berlinu rodila v družini pevca in glasbenega pedagoga Franca in Berte Župevc (rojene Flassbach). Ljudsko šolo in licej je obiskovala v Berlinu, prav tam 1931–1933 študirala petje in dramsko umetnost na Visoki akademski državni šoli za glasbo. Prvič je nastopila v Berlinu kot Kraljica noči v Mozartovi v operi Čarobna piščal. V Zagreb je skupaj z očetom prišla decembra 1933 ali januarja 1934. Po korepeticiji pri N. Fallerju je v zagrebški Operi pela vlogo Gilde v Verdijevi operi Rigoletto, v tej vlogi je gostovala tudi v ljubljanski Operi in presenetila tako s pevskim znanjem kot z nastopom. Od decembra 1934 je bila angažirana v ljubljanski Operi, v sezoni 1937/1938 v Zagrebu, vendar pa je še gostovala v Ljubljani. Ker ji v Zagrebu zaradi pomanjkanja denarja pogodbe niso podaljšali, se je vrnila v Nemčijo in nastopala v Hamburgu. Imela je lep glas in odlično pevsko tehniko.
Po nekaterih navedbah naj bi umrla med drugo svetovno vojno pri bombardiranju Berlina, vendar novejši viri navajajo, da je umrla leta 1971 v Čilu.

## Vloge
- Lucia (Lucia di Lammermoor)
- Rozina (Seviljski brivec)
- Musetta (La boheme)
- Filina (Mignon)
- Oskar (Ples v maskah)